# GNU General Public License
La Llicència Pública General GNU (GNU GPL, de l'anglès GNU General Public License) és un tipus de llicència per a programari que permet la còpia, distribució (comercial o no) i modificació del codi, sempre que qualsevol modificació es continuï distribuint amb la mateixa llicència GPL. La llicència GPL no permet la distribució de programes executables sense el codi font corresponent o una oferta de com obtenir-lo gratuïtament. És la llicència lliure de programari més utilitzada.
Aquesta llicència va ser dissenyada originalment per Richard Stallman i el grup GNU, principalment Eben Moglen, com a alternativa al model de programari propietari predominant. Actualment, Linux és el programa sota llicència GPL amb més difusió.

## Controvèrsies legals
Dins de diferents marcs reguladors i legislatius de països al voltant del món, la inserció i ús de la GPL pot trobar dificultats des del punt de vista de l'aplicació i validesa, a causa de la fermesa o intervencions de lleis i normes en defensa dels drets dels consumidors (ciutadans). Aquests casos generen propostes de canvis i modificacions d'aquests marcs legals que, en general, cauen en favor de la GPL, tot i això són processos de mitjana o llarga durada i moltes vegades el que s'hauria de tractar des d'un punt de vista tècnic es deriva en conflictes polític-empresarials i al revés.
Només amb efecte de mostrar els inconvenients, es pot anomenar el Punt 11 de la llicència, recollit en moltes altres llicències.

### Punt 11. "No garanties"
(Sense garanties) diu: "Com que el programa està lliure de càrrecs, no existeix cap garantia per a ell mateix (...), els propietaris dels drets d'autor proporcionen el programa "tal com és" sense cap garantia de cap tipus, ja sigui implícita o explícita, incloent, però no de manera limitada. Les garanties que implica la venda per a un propòsit particular.